# Rainbow (Texas)
Rainbow ist ein gemeindefreies Gebiet in Somervell County in Texas. Es liegt 4 Meilen nordöstlich von Glen Rose. Der Ursprung des Namens geht bis etwa ins Jahr 1890 zurück, als um diese Zeit ein Postamt gegründet wurde. Derzeit leben ca. 120 Einwohner im Ort.